# Простір Адамара
Простір Адамара (або повний CAT(0) простір з внутрішньою метрикою) — нелінійне узагальнення гільбертових просторів, окремий випадок простору Александрова з кривизною обмеженою зверху.
Простір названо на честь Жака Адамара.

## Визначення
Простір Адамара — непустий повний метричний простір, де для будь-яких двох точок x і y знайдеться точка m така, що нерівність
{\displaystyle d(z,m)^{2}+{d(x,y)^{2} \over 4}\leq {d(z,x)^{2}+d(z,y)^{2} \over 2}.}
виконується для будь-якої точки «z».

## Інтернет-ресурси
- Джейкоб Лурьє: Notes on the Theory of Hadamard Spaces (PDF; 308 kB)